# Maisonneuve: Comment des promoteurs fabriquent une ville, 1883-1918
Maisonneuve : comment des promoteurs fabriquent une ville, 1883-1918 (titre original : Maisonneuve ou comment des promoteurs fabriquent une ville, 1883-1918) présente les principaux résultats de la thèse de doctorat de son auteur, Paul-André Linteau.
Comme il le présente lui-même dans l’avant-propos, son objectif était de comprendre le double processus d’industrialisation et d’urbanisation des villes du Québec au début du XIXe siècle, en se basant sur le modèle de Maisonneuve. Il s’agit de son tout premier ouvrage, publié par Boréal Express en 1981. Il est récompensé du prix John A. Macdonald de la Société historique du Canada (en) en 1982. Sa version anglaise parue en 1985, The Promoters' City: Building the Industrial Town of Maisonneuve, 1883-1918, a été traduite par Robert Chodos et publiée à Toronto par James Lorimer, avec un total de 225 pages. L’image de couverture du livre est en fait une photographie de résidences ouvrières à Maisonneuve, prise par Alain Laforest, illustrée également en page 162 de son œuvre.
L’auteur, Paul-André Linteau, est professeur émérite du département d’histoire à l’Université du Québec à Montréal (UQÀM), ses domaines d’expertise se concentrent autour de l’histoire de Montréal, de Québec, de l’immigration et des études urbaines. Linteau est un spécialiste de l’histoire canadienne et québécoise. Il s’est intéressé principalement à la période suivant la Confédération, soit de 1867 à aujourd’hui. L’historien a orienté ses recherches vers l’histoire économique, sociale et urbaine. Sa thèse de doctorat s’est concentrée sur l’étude de la ville et plus particulièrement, la Ville de Montréal.

## Contexte historiographique
Les courants historiographiques étudiés dans l’œuvre de Linteau sont principalement l'urbanisation et l'industrialisation.
La Ville de Maisonneuve était une municipalité sur l’île de Montréal créée le 27 décembre 1883. Des promoteurs urbains, entrepreneurs en aménagement de l’espace, ont joué un rôle particulier afin d'accroître l’efficacité des activités commerciales, financières et administratives. Le capital foncier, capital spécialisé dont le rôle premier est d’organiser l’espace afin de diminuer les faux frais de la production capitaliste, est principalement représenté par le promoteur. Celui-ci joue un rôle clé dans la croissance urbaine.
Plusieurs grands propriétaires ont été des promoteurs actifs pour la ville de Maisonneuve notamment Joseph Barsalou, Alphonse Desjardins ou encore Charles-Théodore Viau. Ces hommes d’affaires ont orienté et stimulé le développement de la ville. De plus, celle-ci a été dirigée par une bourgeoisie locale formée de promoteurs, d’industriels et de commerçants qui ont véritablement orienté son développement et qui ont voulu en faire le faubourg industriel de Montréal. Notons que la réussite d’un tel développement ne dépend pas seulement du dynamisme des promoteurs, mais aussi des conditions économiques générales. Maisonneuve est devenue le cinquième centre industriel du Canada.
À la suite de l'entrée en guerre, la ville subit une grave crise financière qui a des effets néfastes. Maisonneuve n’est plus en mesure d’assumer et l’annexion s’impose. Elle fut annexée à la Ville de Montréal en 1918.
L’histoire de Maisonneuve a permis de comprendre différents aspects propres à la société québécoise: le processus du développement urbain, l’industrialisation du Québec ainsi que le rôle et la place du capital foncier dans l’activité économique.
James Lorimer, économiste et éditeur, publie en 1981 l’ouvrage La cité des promoteurs qui traite de la même thèse: la ville telle qu’on la connaît est une création des promoteurs. Il opte pour une approche différente en parlant des grands promoteurs immobiliers du Canada.
En 1968, alors que Paul-André Linteau faisait des recherches dans le journal Le Devoir de la période 1910-1929, celui-ci a découvert l’existence de l’ancienne ville de Maisonneuve. Son objectif était de comprendre le double processus d’industrialisation et d’urbanisation du Québec au début du XXe siècle. Il s’est appuyé, en grande partie, sur les archives, en particulier les procès-verbaux du conseil municipal, les rôles d’évaluation et les dossiers de correspondance qui étaient conservés aux archives de la Ville de Montréal, mais aussi des grandes bibliothèques montréalaises et de son département à l’Université du Québec à Montréal.

## Composition de la biographie

### Plan et structure
L’avant-propos de l’auteur explique le contexte de ses recherches et ses objectifs. L’ouvrage se divise en 3 parties qui sont en fait les étapes du processus de création de la ville : lente urbanisation, développement industriel et enfin politique de grandeur. Ces phases se subdivisent chacune en 3 chapitres regroupant les éléments nécessaires à son édification: les acteurs fondamentaux et les ressources. Tableaux, photographies et cartes s'immiscent au fil de l’œuvre afin de saisir l’altérité de l’époque et suivre le développement de la ville. Un dessin placé en page centrale du livre (p.152-153) tente d’illustrer la vue d’ensemble de Maisonneuve au début de la Première Guerre mondiale. Une brève conclusion revient sur les constatations et résultats de ses recherches. En annexe se trouve un tableau fort intéressant qui illustre l’établissement des entreprises industrielles à Maisonneuve selon les avantages octroyés par le Conseil municipal. En fin d’ouvrage, bon nombre de pages sont consacrées aux notes, à la bibliographie et la table des matières. Les notes regorgent de commentaires explicatifs, de références bibliographiques, de citations et même de listes des noms de rues anciens et actuels afin de mieux s’y retrouver.
La table des matières se compose de la façon suivante:
- Avant-propos
- Première partie : La création d’une ville, 1883-1896

1. La naissance de la ville de Maisonneuve
2. Les promoteurs
3. La mise en place des structures et des institutions

- Deuxième partie : La Pittsburgh du Canada ou la promotion par l’industrie, 1896-1910

1. La promotion industrielle
2. Les services publics : le poids des monopoles
3. Une ville ouvrière

- Troisième partie : Le jardin de Montréal ou la promotion par l’embellissement, 1910-1918

1. Le symbole du progrès
2. La politique de grandeur
3. La fin de Maisonneuve

- Conclusion
- Annexe
- Notes
- Bibliographie

## Description du contenu

### Avant-propos
Paul-André Linteau explique comment il a découvert l’existence de la ville de Maisonneuve et sur quoi il s’est basé pour faire ses recherches pour sa thèse de doctorat. Il expose ses questionnements sur l’industrialisation au Québec. Aussi, il fait état des différents sujets qui seront abordés dans son livre.

### Première partie: la création d’une ville, 1883-1896
L'auteur nous dresse un portrait de la ville de Montréal au courant des années 1880. Le territoire est de plus en plus habité et le développement des banlieues se fait dans un contexte de concurrence entre promoteurs. Le territoire d’Hochelaga est annexé à la ville de Montréal en 1883 en détachant la partie se trouvant à l’extrême est. Ce territoire va former une nouvelle municipalité : la ville de Maisonneuve. Celle-ci possédait des particularités qui permettent l’épanouissement d’une grande cité : la confluence des rivières aux environs de Montréal, un grand nombre de voies de terre qui multiplie les « possibilités de liaisons » et enfin, Montréal est entourée d’une vaste plaine dont le territoire est particulièrement riche. Le groupe le plus important lors de la naissance de cette ville est celui des grands propriétaires fonciers.
L’aménagement de l’espace est une dimension fondamentale du développement urbain. Les grands propriétaires fonciers ont joué un rôle déterminant pour la ville de Maisonneuve. Un capital spécialisé aura le rôle d’organiser le capital foncier afin de diminuer les faux frais. Certains grands propriétaires seront des promoteurs très dynamiques. La présence canadienne-française dans ce secteur s’explique surtout par les droits de propriété transmis par patrimoine. Deux générations sont identifiables: celle des propriétaires en place au début de la création de la ville (1883) et la seconde, avant la Première Guerre mondiale. Le conseil municipal sera un instrument politique important pour réaliser les objectifs de développement industriel et urbain.  
Comme toute ville nouvelle à cette époque caractérisée par la croissance démographique, des mesures doivent être prises afin de mettre en place certaines structures et institutions, notamment des services communautaires et l’élaboration d’une politique de développement urbain. Des services sont mis en place tels l’administration publique et les services publics (services d’eau, éclairage, gaz et transport). L’approvisionnement en eau représente un défi puisque l’eau du Saint-Laurent est contaminée et qu’aucune structure n’existe. Pour ce qui est du transport en commun, le conseil municipal travaille à ce que le tramway de Montréal desserve la ville de Maisonneuve et l’électricité, quant à elle, est produite par la municipalité.

### Deuxième partie: la Pittsburgh du Canada ou la promotion par l’industrie, 1896-1910
La ville de Maisonneuve se développe et la population double en l’espace de quelques années. Cette croissance s’explique avec l’implantation d’un grand nombre d’entreprises industrielles. Entre 1896-1914, la croissance économique est grandissante au Canada. Beaucoup d’immigrants viennent y travailler et certains viennent s’établir à Maisonneuve, en banlieue, car le coût de la vie est moins élevé. La proximité du port et des chemins de fer sont deux facteurs qui vont expliquer la localisation des manufactures. La politique industrielle de Maisonneuve se manifeste de bien des façons, mais surtout par des campagnes publicitaires dans les journaux et les revues par exemple. La structure industrielle est variée et importante et elle est divisée en différents secteurs soit les produits alimentaires, les produits en fer et en acier, les produits du bois et des matériaux de construction ainsi que le secteur le plus important, la chaussure.
Les services publics sont devenus de puissants monopoles qui sont la propriété de grands financiers. Ils veulent protéger leur monopole d’exploitation et maximiser les profits en réduisant les dépenses. De nouvelles compagnies émergent, notamment pour le tramway. L’électricité sera confiée à une entreprise privée et l’eau aura son propre système d’aqueduc. 
Les promoteurs et le conseil municipal ont réussi à favoriser le développement de la ville. Il y a une croissance de la population, très ouvrière, composée de Canadiens français, d'Américains, d’Européens ainsi que d’immigrants d’origines diverses. Ils s’installent principalement dans le secteur sud-ouest et sud-est. Les habitants de Maisonneuve sont pour la plupart de jeunes adultes ayant avec eux plusieurs enfants en bas âge. 

### Troisième partie: le jardin de Montréal ou la promotion par l’embellissement, 1910-1918
La croyance au progrès, le climat d’euphorie et la montée d’une nouvelle génération de la bourgeoisie locale sont les facteurs qui expliquent le tournant que prend Maisonneuve. Les dirigeants de la ville ont toujours cru que l’industrie était le moteur de croissance le plus important; ils peuvent désormais faire étalage de la réussite. Une bourgeoisie nouvelle s’est constituée et les effectifs sont majoritairement canadiens-français. 
Les travaux dans la ville sont avant tout utilitaires. Comme il y a une préoccupation esthétique, un projet d’embellissement est en branle afin de faire rayonner Maisonneuve. Des édifices seront construits comme l’hôtel de ville, le marché public, le bain public et le gymnase ainsi que le poste de pompiers. Une nouvelle orientation est aussi au goût du jour, qui ne s’arrête pas aux édifices publics. La création du parc Maisonneuve illustre bien la modification du paysage. De grands boulevards seront aussi créés tel que le boulevard Pie-IX.
La situation de Maisonneuve change radicalement à partir de 1915. Le conseil municipal est renversé et le premier problème dont le nouveau conseil devra s’occuper est le chômage. La Première Guerre mondiale marque l’arrêt de l’expansion qu’a connue la ville. La dette augmente à un rythme phénoménal à cause de l’arrivée des nouveaux migrants et des projets ambitieux. Le 9 février 1918, Maisonneuve est annexée à Montréal. 

### Conclusion
L’histoire de Maisonneuve peut révéler deux constatations: l’existence du capital foncier, qui a une fonction spéciale, celle de gérer et d’aménager l’espace et la place importante qu’occupe les hommes d’affaires canadiens-français au sein du groupe des promoteurs. Elle permet aussi de tirer des conclusions sur l’ensemble de la société québécoise, telles que le processus du développement urbain dans le cas de la création d’une ville nouvelle et en second lieu sur l’industrialisation du Québec.

## Réception critique et universitaire

### La Ville de Maisonneuve, une création des promoteurs?
Gérard Divay, professeur à l’École nationale d'administration publique (ENAP), fait une comparaison avec une autre œuvre, La cité des promoteurs de James Lorimer, ayant la même thèse que Linteau: la ville telle qu’on la connaît actuellement est une création des promoteurs. Selon lui, l’œuvre de Lorimer est plus faible et ne réussit pas à démontrer la généralité de la thèse qui y est soutenue. L’œuvre de Linteau, elle, apporte des jalons historiques remarquables. Il confirme qu’elle fournit des matériaux pour l’analyse du rôle des promoteurs dans la confection des villes, mais reste réticent sur le fait que les promoteurs sont les uniques responsables des formes que prend la ville.

### Œuvre pionnière
John C. Weaver, professeur d’histoire à l’Université McMaster à Hamilton en Ontario, définit l’ouvrage de Linteau comme « œuvre pionnière dans le domaine du développement urbain au Canada. » Malgré cela, il critique que celui-ci possède des faiblesses telles que la cartographie (cartes non numérotées, s’intègrent mal dans le texte, position de Maisonneuve non définie), ses lacunes sur le plan de la méthode comparative et l’absence d’études sur la situation des logements locatifs. Cependant, il fait l’éloge que son ouvrage possède des solides qualités dont les historiens à venir auront tout intérêt à tenir compte. Linteau a produit l’une des rares monographies nord-américaines qui visent à retracer le processus de formation d’une ville de banlieue.

### Contribution importante
Gregory J. Levine considère le livre de Linteau comme un défi. Avocat et géographe, il apprécie sa théorie politico-économique du développement urbain, mais suggère que l’auteur n’est pas allé assez loin dans sa réflexion concernant ce processus fort complexe, comme les potentiels conflits entre les étapes et les agents de ce développement. Il souligne également que certaines informations, quoique fascinantes, ne sont pas clairement intégrées dans son œuvre. C’est le cas notamment du chapitre dédié aux conditions des ouvriers, alors que le sujet qui nous intéresse est la formation de la ville par les promoteurs. De plus, Levine note une prépondérance de journaux francophones par rapport aux anglophones en guise de références, ce qui déforme l’image ethnique du marché immobilier. À l’instar de John C. Weaver, Levine déplore une mauvaise insertion des cartes et des images pourtant très intéressantes. Toutefois, il reconnaît que le travail de Linteau apporte une importante contribution à l’histoire urbaine du Québec.

### Valeur globale
Enseignant au Département de géographie de l’Université de Montréal, Peter Foggin souligne l’habileté de Linteau dans sa description de l’évolution historique de la ville de Maisonneuve. Cependant, il déplore le manque d’informations sur la ségrégation sociale de l’espace urbain, mais reconnaît la difficulté de trouver de telles informations pour l’époque étudiée. Selon Foggin, l’œuvre de Linteau se lit bien malgré quelques passages répétitifs et est d’un intérêt certain pour quiconque orienté vers l’urbanisme, reconnaissant la valeur globale de cet ouvrage.